# Georgi Shonin
Georgi Stepanovich Shonin ( russo: Георгий Степанович Шонин;) (Rovenki, 3 de Agosto de 1935 – Zvyozdny, 7 de Abril de 1997) foi um cosmonauta soviético, que foi ao espaço em 1969 como tripulante da missão Soyuz 6.
Shonin era parte do grupo original de cosmonautas selecionado em 1960. Ele deixou o programa espacial em 1979 por razões médicas.
Posteriormente ele trabalhou como diretor do Instituto de Pesquisas de Defesa. Ele morreu de ataque cardíaco em 1997.